# 梅朗
梅朗（法語：Meylan，法語發音：[mɛlɑ̃]）是法国伊泽尔省的一个市镇，位于该省中部，省会格勒诺布尔市区东北，属于格勒诺布尔区。

## 地理
梅朗（45°12'31"N, 5°46'46"E）面积12.32 平方千米，位于法国奥弗涅-罗讷-阿尔卑斯大区伊泽尔省，该省份为法国东南部内陆省份，北起顺时针与安省、萨瓦省、上阿尔卑斯省、德龙省、阿尔代什省、卢瓦尔省和罗讷省。
与梅朗接壤的市镇（或旧市镇、城区）包括：圣马丁代尔、勒萨佩昂沙特勒斯、拉特龙什、比维耶、科朗、多梅讷、日耶尔、蒙博诺-圣马丹、米里亚内特。

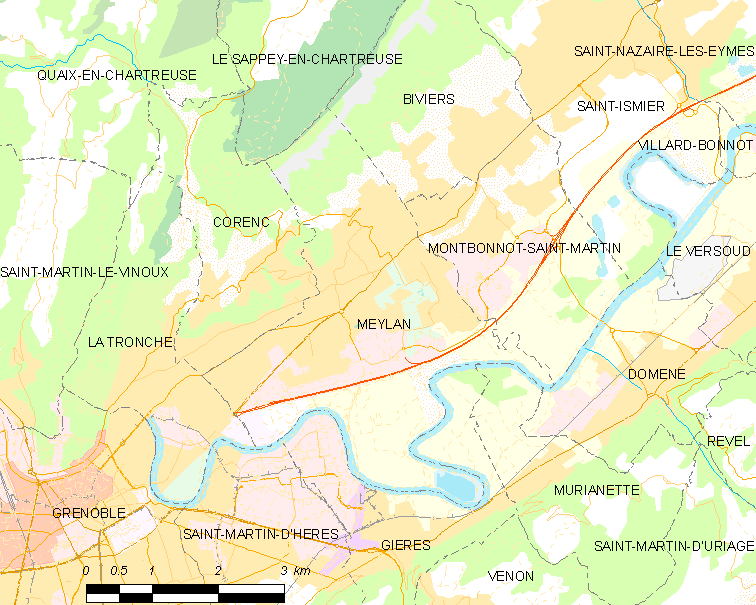
梅朗的OSM定位图

梅朗的时区为UTC+01:00、UTC+02:00（夏令时）。

## 行政
梅朗的邮政编码为38240，INSEE市镇编码为38229。

## 政治
梅朗所属的省级选区为梅朗县。

## 人口

1962-2008年间梅朗人口变化图示

梅朗于2022年1月1日时的人口数量为18790人。